# Premios Nuestra Tierra
Los Premios Nuestra Tierra a lo mejor de la música colombiana son un reconocimiento que se hace a los artistas colombianos y algunos artistas internacionales con quienes colaboran. Tienen un formato similar al de los Premios Grammy, pero restringido al ámbito colombiano.

## Historia
Comenzaron a entregarse en el año 2007 creados por Alejandro Villalobos, Blanca Luz Holguín y Fernando Martínez con el propósito de animar a los artistas colombianos y tratar de impulsar a los nuevos cantantes colombianos para que así, la industria musical en Colombia tenga mucho mayor movimiento.
Entre los años 2008 y 2009, Movistar compró la mitad de la propuesta que pasó a llamarse "Premios Nuestra Tierra Movistar" con el fin de promover su otro proyecto colombiano Movistar Radio. Desde el año 2010, volvieron a llamarse los Premios Nuestra Tierra sin ningún patrocinador.En el año 2014, fue la última edición en una modesta ceremonia realizada en un estudio de televisión.
El día 16 de mayo de 2020, regresaron con su novena versión. Dadas las circunstancias del COVID-19, la ceremonia se hizo desde la casas de los artistas nominados e invitados con una transmisión digital en YouTube y el Canal RCN.

## Método de elección
Los ganadores son elegidos a través de una asociación que tiene la organización de estos Premios, donde participan directores, algunos representantes de las discográficas colombianas y ejecutivos de RCN y Caracol Radio.

## Categorías
General
- Mejor canción del año.

- Mejor artista del año.

- Mejor álbum del año.

- Mejor artista nuevo.

- Mejor productor.

Urbano
- Mejor canción urbana del año.

- Mejor colaboración urbana del año. (Nueva)

- Mejor artista urbano del año.

Pop 
- Mejor canción pop del año.

- Mejor artista femenina del año. (Nueva)

- Mejor artista pop masculino del año.
- Mejor dúo o grupo pop. (Nueva)

Popular
- Mejor artista popular del año.

- Mejor canción pop del año.

Vallenato
- Mejor canción vallenata del año.

- Mejor artista vallenato del año.

Folclórico
- Mejor artista folclórico del año.

- Mejor canción folclórica del año.

Tropical
- Mejor artista tropical / salsa / cumbia del año.

- Mejor canción tropical / salsa / cumbia del año.

Alternativa / Rock
- Mejor artista alternativo / rock del año.

- Mejor interpretación alternativa / rock del año.

Dance / Electro
- Mejor artista Dance / Electro del año.

- Mejor canción Dance / Electro del año.

Videos
- Mejor vídeo al año.

- Mejor concierto del año.

Público
- Mejor canción del público. (Eliminada)

- Mejor artista del público. (Eliminada)

- Artista imagen e nuestra tierra en el mundo.

- Mujer razón de nuestra tierra. (Nueva)

## El galardón
Un corazón con notas musicales alrededor y una corona en la parte superior representando el Sagrado Corazón de Jesús.Al principio, una placa que simbolizaba los letreros que los buses públicos colombianos ponen para informar a la gente hacia donde se dirigen. Sin embargo, se dieron cuenta de que la placa era muy incómoda, así que intentaron modernizar el logotipo a algo más cómodo como los Premios que se entregan actualmente.

## Premios de los artistas más reconocidos
| Posición | Artista            | Premios |
| -------- | ------------------ | ------- |
| 1        | J Balvin           | 30      |
| 2        | Carlos Vives       | 20      |
| 3        | Karol G            | 19      |
| 4        | Silvestre Dangond  | 16      |
| 5        | Fonseca            | 14      |
| 6        | Pipe Bueno         | 14      |
| 7        | Juanes             | 13      |
| 8        | Shakira            | 12      |
| 9        | Andrés Cepeda      | 12      |
| 10       | Sebastián Yatra    | 10      |
| 11       | Camilo             | 9       |
| 12       | ChocQuibTown       | 8       |
| 13       | Jorge Celedón      | 7       |
| 14       | Santiago Cruz      | 7       |
| 15       | Grupo Niche        | 7       |
| 16       | Feid               | 6       |
| 17       | Jhonny Rivera      | 5       |
| 18       | Dragón y Caballero | 5       |
| 19       | Doctor Krápula     | 5       |
| 20       | Orquesta Guayacán  | 4       |
| 21       | Don Tetto          | 4       |
| 22       | Ovy On the Drums   | 4       |
| 23       | Morat              | 4       |
| 24       | Cabas              | 3       |
| 25       | Giovanny Ayala     | 3       |
| 26       | Aterciopelados     | 3       |
| 27       | Felipe Peláez      | 3       |
| 28       | Jessi Uribe        | 3       |
| 29       | Monsieur Periné    | 3       |
| 30       | Ryan Castro        | 3       |
| 31       | Yeison Jiménez     | 3       |
| 32       | Maluma             | 3       |
| 33       | Luis Alfonso       | 3       |
| 34       | Cholo Valderrama   | 3       |
| 35       | Manuel Turizo      | 3       |

| 36 - 58  | Joe Arroyo                     | 2 |
| 36 - 58  | Totó la Momposina              | 2 |
| 36 - 58  | La 33                          | 2 |
| 36 - 58  | Los Gaiteros de San Jacinto    | 2 |
| 36 - 58  | Iván Calderón                  | 2 |
| 36 - 58  | Orquesta Filarmónica de Bogotá | 2 |
| 36 - 58  | Daniel Calderón                | 2 |
| 36 - 58  | Checo Acosta                   | 2 |
| 36 - 58  | Pescao Vivo                    | 2 |
| 36 - 58  | Alkilados                      | 2 |
| 36 - 58  | Andy Rivera                    | 2 |
| 36 - 58  | Herencia de Timbiquí           | 2 |
| 36 - 58  | Martín Elías                   | 2 |
| 36 - 58  | Pasabordo                      | 2 |
| 36 - 58  | Adriana Bottina                | 2 |
| 36 - 58  | Kevin Flórez                   | 2 |
| 36 - 58  | Kali Uchis                     | 2 |
| 36 - 58  | Fumaratto                      | 2 |
| 36 - 58  | Petrona Martínez               | 2 |
| 36 - 58  | Elder Dayan Diaz               | 2 |
| 36 - 58  | Bomba Estéreo                  | 2 |
| 36 - 58  | Víctor Cardenas                | 2 |
| 36 - 58  | Mauro Castillo                 | 2 |
| 59 - 113 | Bonka                          | 1 |
| 59 - 113 | Verónica Orozco                | 1 |
| 59 - 113 | La Etnnia                      | 1 |
| 59 - 113 | Lady Yuliana                   | 1 |
| 59 - 113 | El Charrito Negro              | 1 |
| 59 - 113 | Kaleth Morales                 | 1 |
| 59 - 113 | Juan Carlos Coronel            | 1 |
| 59 - 113 | Julio                          | 1 |
| 59 - 113 | Farina                         | 1 |
| 59 - 113 | Gusi                           | 1 |
| 59 - 113 | Jerau                          | 1 |
| 59 - 113 | Fanny Lu                       | 1 |
| 59 - 113 | La María Mulata                | 1 |
| 59 - 113 | Grupo Galé                     | 1 |
| 59 - 113 | Peter Manjarrés                | 1 |
| 59 - 113 | La Iguana                      | 1 |
| 59 - 113 | Katamaran                      | 1 |
| 59 - 113 | Sebastián Yepes                | 1 |
| 59 - 113 | Jiggy Drama                    | 1 |
| 59 - 113 | San Miguelito                  | 1 |
| 59 - 113 | Las Estrellas Orquesta         | 1 |
| 59 - 113 | Danny Marín                    | 1 |
| 59 - 113 | Marbelle                       | 1 |
| 59 - 113 | El Omy                         | 1 |
| 59 - 113 | Dj Buxxi                       | 1 |
| 59 - 113 | Reykon                         | 1 |
| 59 - 113 | Yandar & Yostin                | 1 |
| 59 - 113 | Orquesta Matecaña              | 1 |
| 59 - 113 | Yuri Buenaventura              | 1 |
| 59 - 113 | Duran                          | 1 |
| 59 - 113 | Alex Campos                    | 1 |
| 59 - 113 | Samper                         | 1 |
| 59 - 113 | Sky Rompiendo                  | 1 |
| 59 - 113 | Cynthia Montaño                | 1 |
| 59 - 113 | Paola Jara                     | 1 |
| 59 - 113 | Juan Pablo Vega                | 1 |
| 59 - 113 | Carolina Gaitan                | 1 |
| 59 - 113 | Olga Lucia Vives               | 1 |
| 59 - 113 | Hebert Vargas                  | 1 |
| 59 - 113 | Cali & el Dandee               | 1 |
| 59 - 113 | Greeicy                        | 1 |
| 59 - 113 | Piso 21                        | 1 |
| 59 - 113 | Arelys Henao                   | 1 |
| 59 - 113 | Katie James                    | 1 |
| 59 - 113 | Goyo                           | 1 |
| 59 - 113 | Esteban Rojas                  | 1 |
| 59 - 113 | Juliana Velásquez              | 1 |
| 59 - 113 | Hernán Gomez                   | 1 |
| 59 - 113 | Adriana Lucía                  | 1 |
| 59 - 113 | Beele                          | 1 |
| 59 - 113 | Diamante Eléctrico             | 1 |
| 59 - 113 | Junior Zamora                  | 1 |
| 59 - 113 | Mitu                           | 1 |
| 59 - 113 | Andrea Echeverri               | 1 |

## Entregas
Anualmente, de manera ininterrumpida desde el año 2007 hasta el año 2014. En cambio, no se entregaron desde los años 2015 hasta 2019. Volvieron para el año 2020. Se entregan normalmente entre los meses de abril y mayo.